# Назад у майбутнє (трилогія)
«Назад у майбутнє» (англ. Back to the Future) — культова американська трилогія про подорожі у часі, що описує альтернативні реальності маленького американського містечка Гілл-Вейлі та декількох сімей, що живуть там, поставлений Робертом Земекісом і спродюсований Стівеном Спілбергом, Френком Маршаллом і Кетлін Кеннеді. Перший фільм вийшов 1985 року в кінотеатрах Сполучених Штатів і Канади та отримав рейтинг PG від організації Motion Picture Association of America (MPAA) — «Дітям рекомендується перегляд спільно з батьками».

## Сюжет

### Перший фільм
Фільм знятий у 1985 році режисером Робертом Земекисом. Док Емет Браун 30 років робив машину часу й, нарешті, у 1985 році він закінчив роботу над нею, встановивши енергетичний флюксуатор в автомобілі «Делоріан». Першим ділом він демонструє машину своєму юному другові, старшокласнику Марті МакФлаю, але саме тоді на них нападають терористи, що полюють за Доком. Дока вбивають, а Марті рятується на машині часу й потрапляє в 1955 рік. Повернення назад вкрай проблематичне, адже для подорожі в часі потрібен плутоній. Крім того, через безглузду випадковість Марті заважає зустрічі власних батьків, чим ставить під загрозу власне існування. Марті знаходить ще молодого Дока Емета Брауна, сподіваючись з його допомогою вирішити ці дві проблеми, а також урятувати Дока в майбутньому — попередивши його про небезпеку. Протягом усього сюжету Марті шукає способи закохати одне в одного своїх батьків, бо інакше він ризикує ніколи не з'явитися на світ.

### Другий фільм

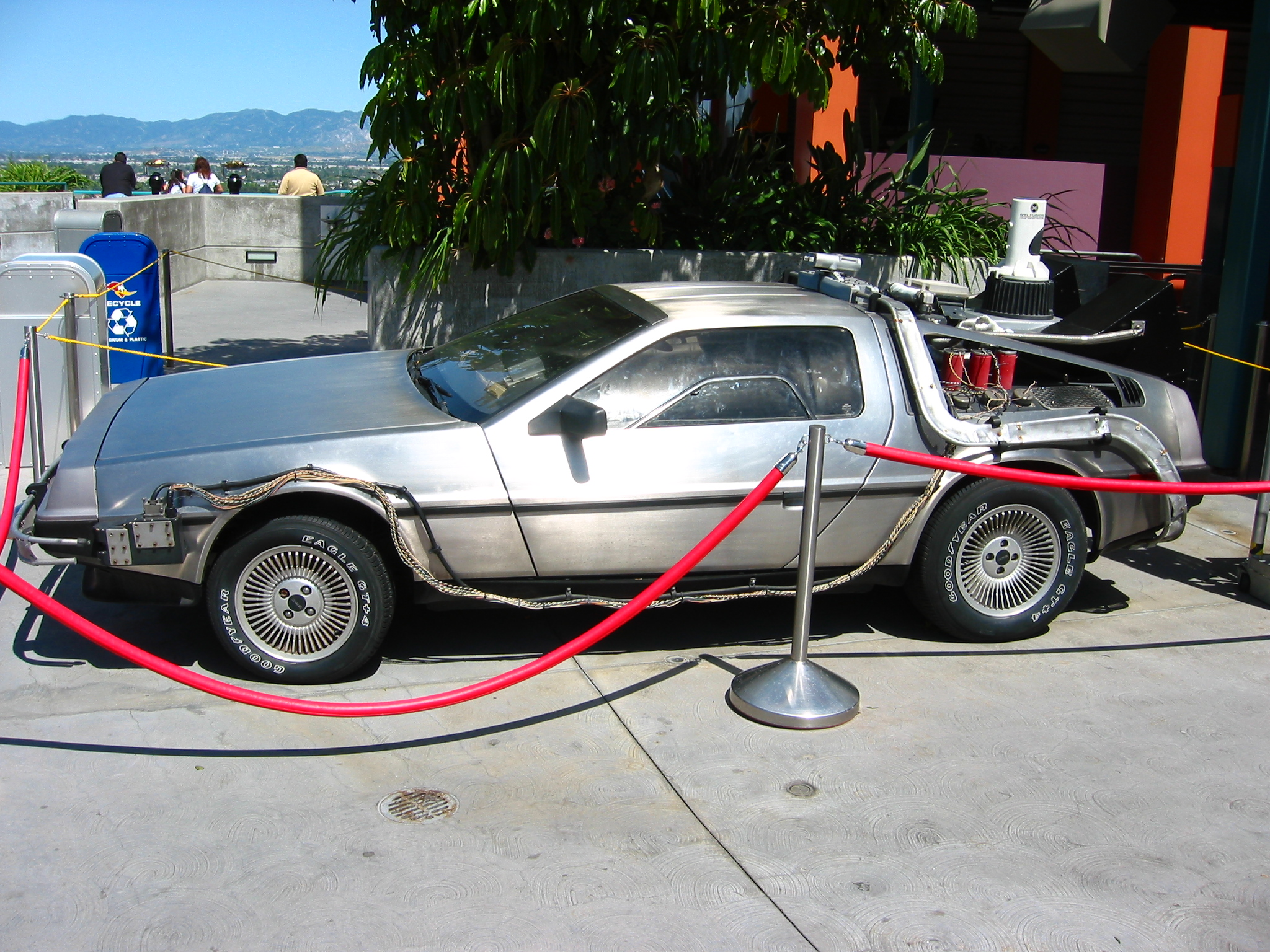
Машина часу ДеЛоріан.

Фільм знято в 1989 році режисером Робертом Земекисом. Успішно впоравшись з усіма труднощами, Марті повертається додому, в 1985 рік. Але несподівана поява Дока змушує юнака розповісти його подружці Дженніфер про існування машини часу — героям доводиться вирушити в 2015 рік, щоб урятувати своїх майбутніх дітей від в'язниці. Між тим, лиходій, старий Біфф Таннен, дізнається про існування машини часу «Делоріан», викрадає її і змінює власну долю, перетворюючи себе в одного з найбагатших людей Америки. Решта ж світу стає справжнім кошмаром, в якому батько Марті, Джордж Макфлай, убитий, а Док визнаний божевільним. Док і Марті вирушають в минуле, щоб перешкодити Біффу з майбутнього змінити сьогодення …

### Третій фільм

Часова лінія трилогії.

Фільм знятий у 1990 році режисером Робертом Земекисом. За сюжетом, Марті вирушає в минуле, в 1885 рік, на Дикий Захід, щоб врятувати свого друга Дока від неминучої загибелі. Але хто ж знав, що саме тут літній учений вперше закохається в чарівну вчительку Клару Клейтон, а повернення додому стане нездійсненним завданням для двох мандрівників у часі — після нападу індіанців «Делоріан» залишається без палива, яке ще навіть не винайшли. Однак, немає нічого немислимого для метикованого Марті й геніального Дока, що вирішили надати прискорення «Делоріану», поставивши авто на рейки попереду локомотива, що мчить до прірви…

### Мультсеріал
Телевізійне продовження трилогії, що виходило з 1991 по 1992 роки. Серіал оповідає про пригоди молодого сімейства Браунів, яке повернулося у Гілл-Вейлі. У Дока і Клари турбот повен рот — мало того, що треба стежити за тим, щоб ні машина часу, ні паровоз часу не потрапили в погані руки, так ще їх маленькі сини Жюль та Верн так і норовлять пустувати …

### Комікси
За мотивами мультсеріалу було випущено 3 журнали коміксів, які є переказом декількох епізодів шоу. Сюжети, ще 4 випуски, були вигадані спеціально для серії. Восьмий випуск в серію не входить, бо він є колекційним перевиданням першого і не призначений для продажу.

### Відеоігри для консолей
Велика частина відеоігор, випуск яких почався в 1989 році, були видані для різних ігрових платформ, а деякі з них адаптовано для домашнього комп'ютера. На думку багатьох критиків і самих творців трилогії, якість ігор була не найкращою.

### Відеогра
Лише у 2010 році виробництво комп'ютерної продукції відновилося, коли компанія TellTale Games, прославлена своїми ігровими хітами в жанрі квесту, повідомила, що у співпраці з Бобом Гейлом займається розробкою квесту-продовження, що складається з 5 епізодів. Перша частина доступна для безкоштовного завантаження на офіційному сайті, починаючи з 22 грудня 2010 року. За попередньою інформацією, наступні епізоди серії стануть платними.

## Цікаві факти
- У сцені випробування машини часу від неї відвалюється номерний знак, на якому написано «OUT A TIME» (поза часом). До кінця першої частини, Делоріан їздить без номера, і тільки після повернення з 2015 року, на ньому з'являється штрих-кодовий номер.
- Окрім часових парадоксів, що глибоко приховані в сюжеті, є ті, які лежать на поверхні. Так, у другій частині старий Біфф після того, як повернувся з минулого, за логікою фільму повинен був повернутися вже до модифікованого майбутнього, забравши з собою машину часу. А у третій частині у тому випадку, відповідно до якого Сара Клейтон справді повинна була розбитися і, згідно зі шкільним переказом, її ім'ям мав бути названий каньйон, то на надгробній плиті Дока не могло бути «Від люблячої Клари» (хоча, можливо, переказ перебільшував і Доку вдалося тоді врятувати Клару).
- У сцені виступу перед школярами, Марті співає пісню Чака Беррі «Johny B. Goode».